# Syrmatium nanum
Syrmatium nanum là một loài thực vật có hoa trong họ Đậu. Loài này được (S. Watson) A. Heller miêu tả khoa học đầu tiên năm 1913.